# Muzaffarnagar
Muzaffarnagar är en stad i den indiska delstaten Uttar Pradesh, och är den administrativa huvudorten för distriktet Muzaffarnagar. Staden hade 392 768 invånare vid folkräkningen 2011, med förorter 495 543 invånare. Muzaffarnagar grundades år 1633.